# Calcolo dei parametri acustici del sonar

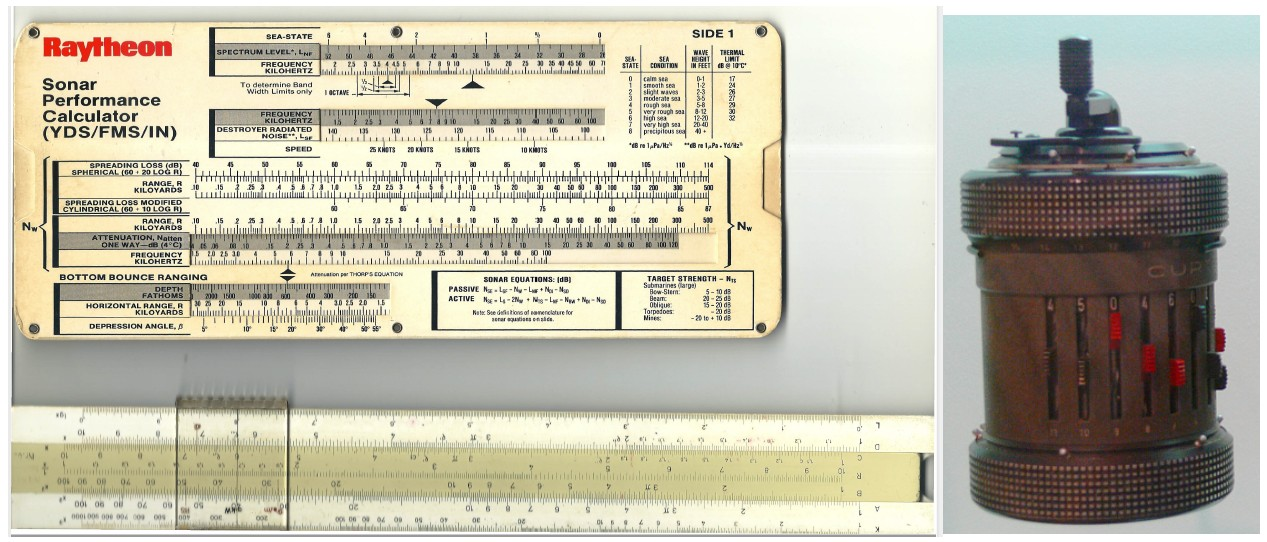
Regolo Rayteon, regolo Darmstadt, e Pascalina

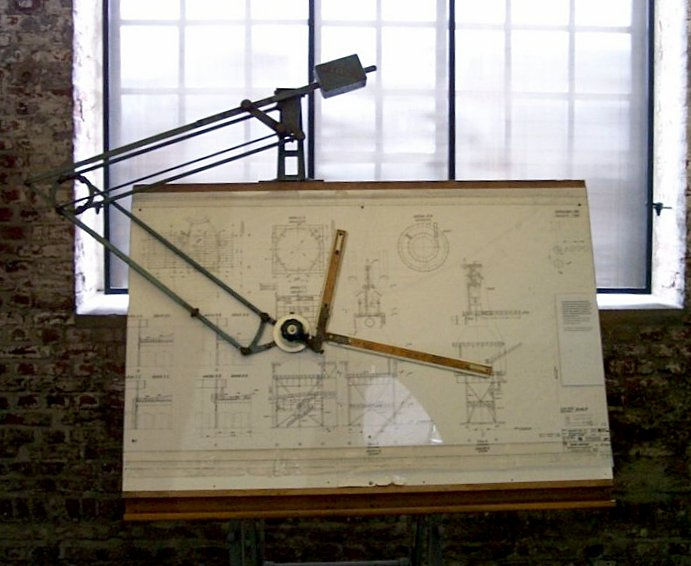
Tavolo per il tracciamento dei vettori

Il calcolo dei parametri acustici del sonar è stato propedeutico alle fasi di progettazione dei sonar per i sottomarini classi Toti e Sauro; per le basi elettroacustiche (sistemi di trasduttori) e per le componenti elettroniche (sistemi di elaborazione segnali e gruppi accessori).
Il calcolo dei parametri acustici veniva fatto, nel lontano 1960, utilizzando strumenti quali la "Pascalina" (calcolatore meccanico a rotazione manuale), 
il regolo calcolatore a stecca, tecnigrafo (per l'esecuzione delle sommatorie di vettori necessarie per il calcolo della direttività delle basi idrofoniche) e l'indispensabile volume "Handbook of Mathematical Functions", con un pesante impegno di tempo, sono oggi rapidamente fattibili con il calcolatore software senza la necessità dello sviluppo di algoritmi non sempre facilmente manipolabili.
È da tempo che i metodi accennati sono stati sostituiti da sistemi di calcolo su PC, veloci ed affidabili, secondo quanto di seguito illustrato.

## Sistema di calcolo su P.C.

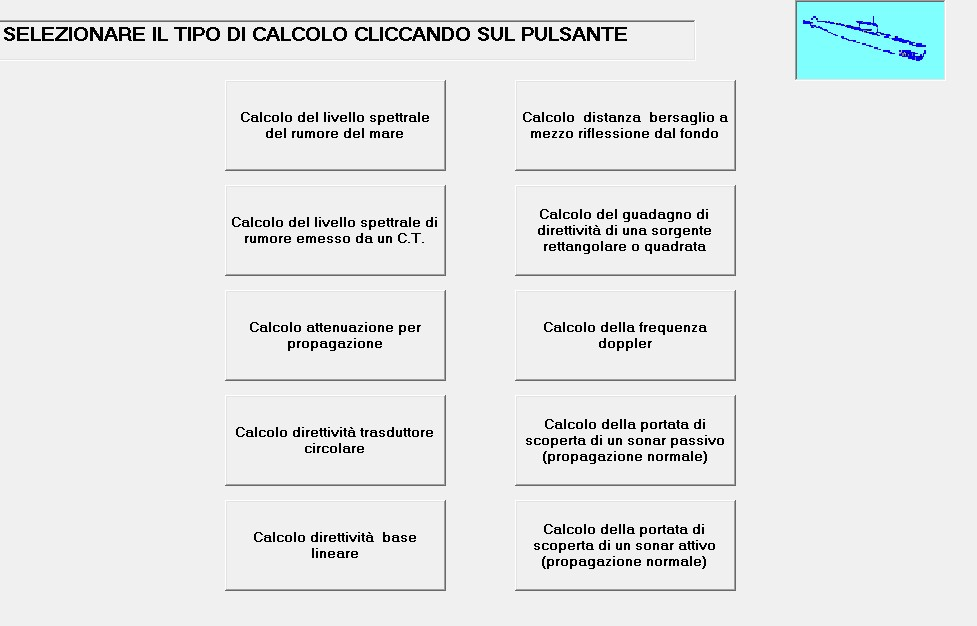
Selettore delle funzioni

Il sistema di calcolo è sviluppato in un programma per PC che, una volta lanciato, presenta la pagina di selezione delle funzioni di calcolo mostrata in figura con la quale scegliere il tema voluto.
Le funzioni sono nell'ordine:
- Livello spettrale del rumore del mare in funzione della frequenza e dello stato dell'ambiente
- Livello spettrale del rumore emesso da un C.T. in funzione della frequenza e della velocità del mezzo
- Livello dell'attenuazione per propagazione in funzione della frequenza e della distanza
- Caratteristica di direttività e guadagno di un trasduttore circolare in funzione della frequenza e del diametro
- Caratteristica di direttività e guadagno di una base lineare in funzione della frequenza e della lunghezza
- Distanza di un bersaglio mediante riflessione dal fondo in funzione dell'angolo di depressione e della profondità
- Guadagno di direttività di una sorgente rettangolare/quadrata in funzione della frequenza e delle dimensioni
- Portata di scoperta di un sonar passivo in funzione di: (Banda-SL-NL-DI-RC-d-Propag.)
- Portata di scoperta di un sonar attivo in funzione di: (Ftx-BWrx-SL-TS-NL-DI-ti-d-Propag.)

## Il file di calcolo
Il programma di calcolo può essere scaricato liberamente, su uno dei due link:
- Calcolatore parametri Sonar, su sonar-info.info.
- Calcolatore parametri Sonar (ZIP), su github.com.

## Procedure di calcolo
Un insieme di esercizi per il calcolo di nove funzioni relative ai sistemi sonar, attivi e passivi è illustrato confrontando gli algoritmi classici con gli analoghi processi automatici

### Rumore del mare

#### Algoritmi classici
Con riferimento alla voce rumore del mare si riporta l'algoritmo di calcolo:
Il rumore del mare, indicato con la sigla {\displaystyle NL}, è variabile in ampiezza in funzione della frequenza e dello stato del mare  secondo l'espressione approssimata:
{\displaystyle NL=k-20\cdot \log _{10}{(f^{5/6})}}.
| SS | 0  | 1/2 | 1  | 2  | 4  | 6  |
| k  | 44 | 50  | 55 | 62 | 66 | 71 |

#### Calcolo automatico

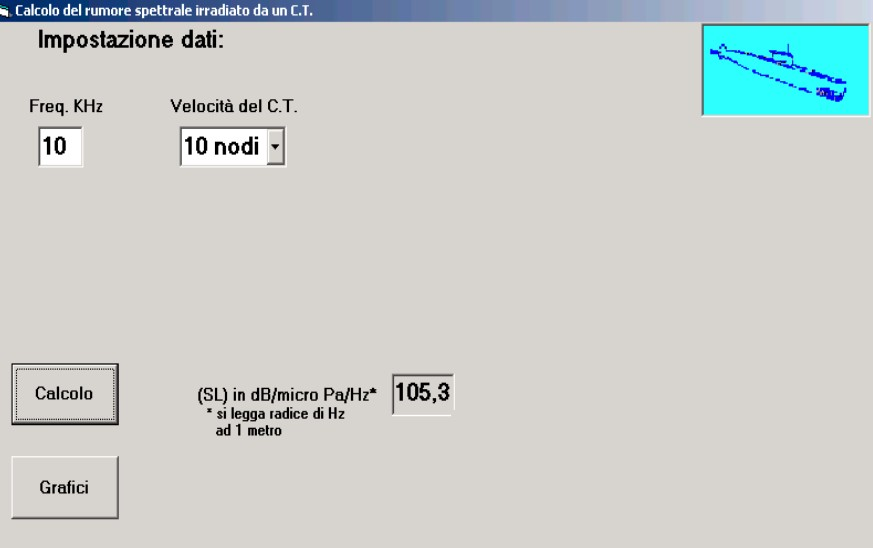
Schermata di calcolo per

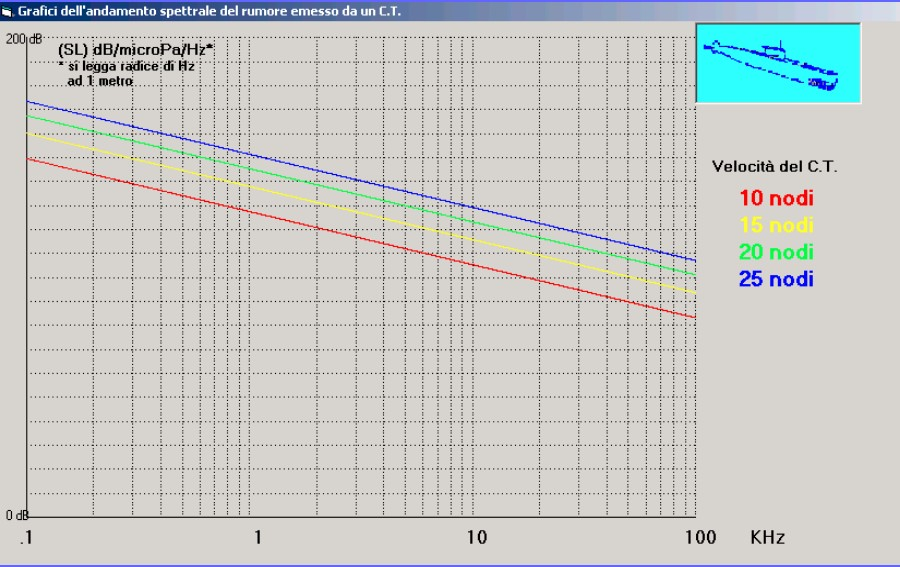
Grafici del rumore di un semovente navale

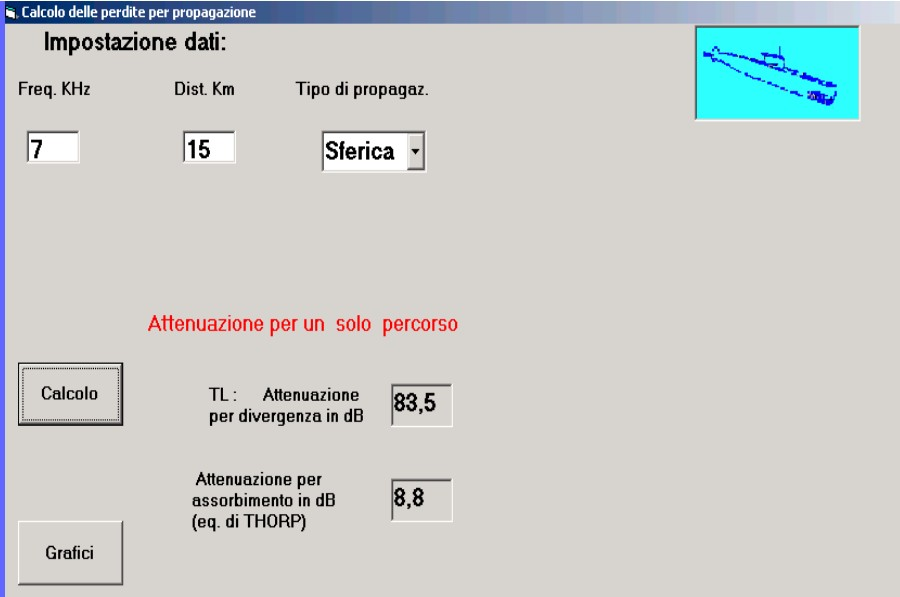
Schermata di calcolo

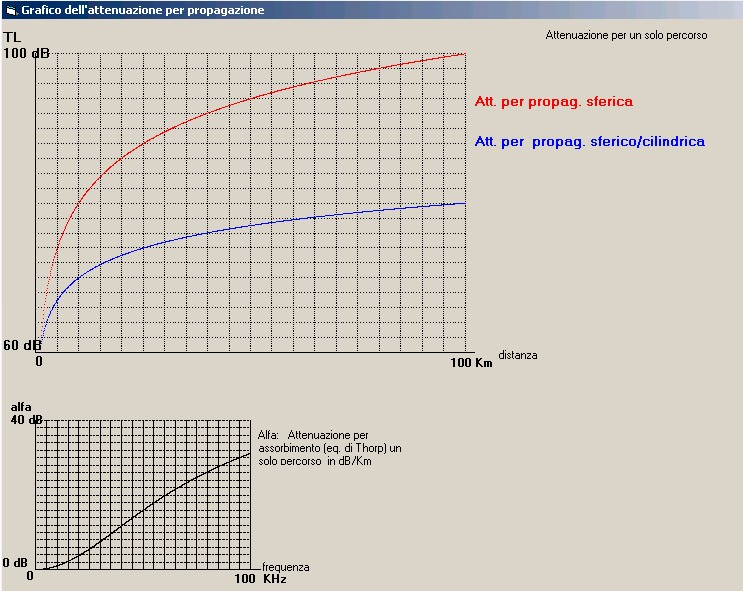
Grafici risultanti dal calcolo

Con il calcolatore il valore di {\displaystyle (NL)} è di acquisizione immediata; la schermata di lavoro per la valutazione del rumore del mare è mostrata in figura:

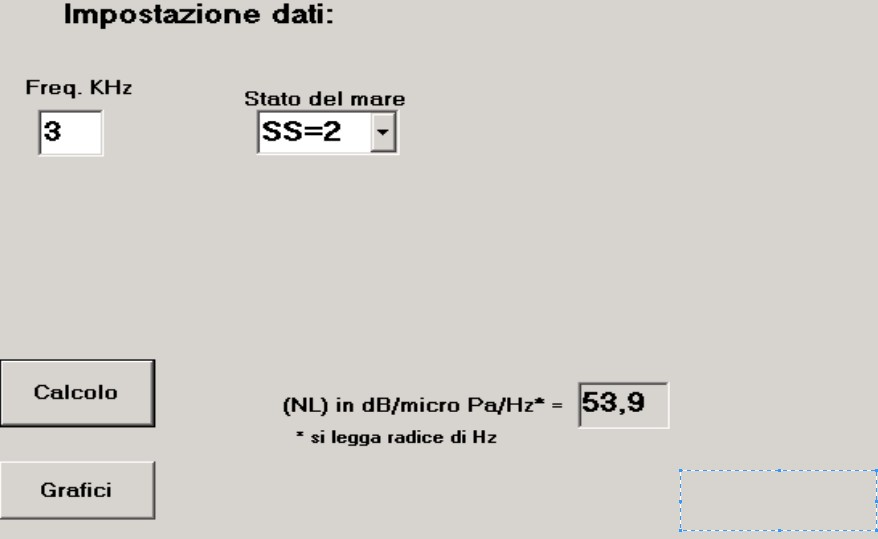
Schermata di calcolo per

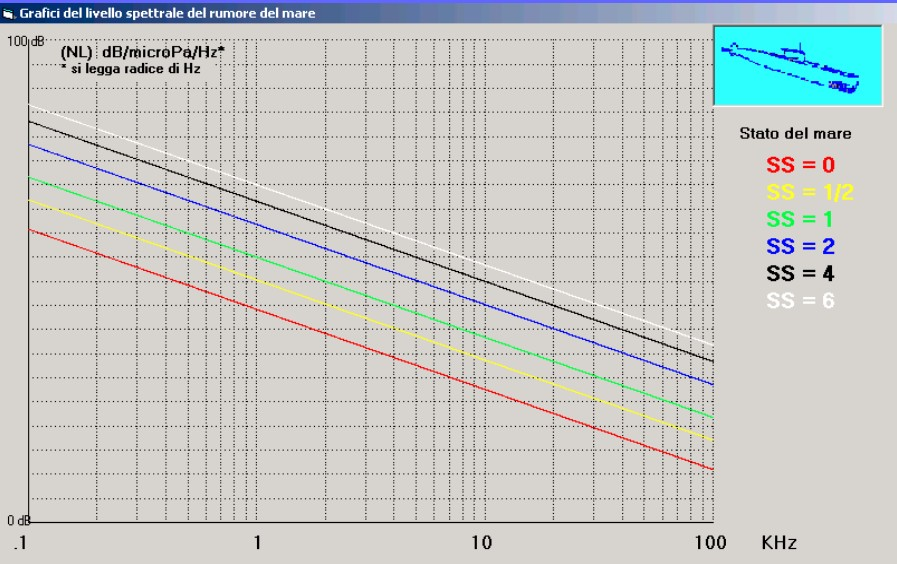
Grafici dello stato del mare

Calcolo del livello spettrale {\displaystyle (NL)} del rumore del mare nelle seguenti condizioni:
- Frequenza operativa {\displaystyle fo=3\ kHz}
- Stato del mare {\displaystyle SS=2}

Il valore di {\displaystyle fo} si digita, in {\displaystyle kHz} , nell'apposita casella.
Per inserire lo stato del mare {\displaystyle (SS)} si deve cliccare sul cursore della finestra "Stato del mare" e selezionare il valore; nel nostro caso  {\displaystyle SS=2}
Cliccando su "Calcolo" nella finestra a fianco compare il livello calcolato di rumore spettrale {\displaystyle NL=53.9\ dB/\mu Pa/{\sqrt {Hz}}}
Si deve osservare che i valori di {\displaystyle SS} non possono essere scelti al di fuori dei dati della lista.
Per valutare con approssimazione un valore non in lista si deve cliccare "Grafici" ottenendo una nuova schermata con i grafici a colori dei {\displaystyle 6} stati del mare predefiniti, tra i quali poter valutare il valore di {\displaystyle NL} più vicino al dato di {\displaystyle SS} fuori tabella.
I valori dei grafici sono estrapolati dal regolo Sonar Performance Calculator della Raytheon.
Osservazione:
valori di {\displaystyle SS;NL} sono orientativi e pertanto non richiedono calcoli di precisione.

### Livello spettrale del rumore di un semovente

#### Algoritmi classici
Con riferimento alla voce Rumori dei semoventi navali l'algoritmo di calcolo di {\displaystyle SL} :
{\displaystyle SL=k-20\cdot \log _{10}{(f^{1.108})}}
{\displaystyle f}: frequenza in {\displaystyle kHz}
{\displaystyle k}: coefficiente dipendente dalla velocità della nave i nodi ({\displaystyle kn}) secondo la tabella:
| Kn | 10    | 15  | 20    | 25    |
| k  | 127.5 | 138 | 145.4 | 151.4 |
| -- | ----- | --- | ----- | ----- |

#### Calcolo automatico
Con il calcolatore il valore di  {\displaystyle SL} è di acquisizione immediata:
Calcolo del livello spettrale {\displaystyle (SL)} del rumore irradiato da un cacciatorpediniere (CT)  nelle seguenti condizioni:
- Frequenza operativa {\displaystyle fo=10\ kHz}
- Velocità CT:   {\displaystyle V=10\ nodi}

Il valore di {\displaystyle fo} si digita, in {\displaystyle kHz}, nell'apposita casella.
Per inserire la velocità del CT si deve cliccare sul cursore della finestra "Velocità del CT" e selezionare il valore; nel nostro caso {\displaystyle V=10\ nodi}
Cliccando su "Calcolo" nella finestra a fianco compare il livello calcolato di rumore spettrale {\displaystyle SL=105.3\ dB/\mu Pa/{\sqrt {Hz}}/1m}
Si deve osservare che i valori di SS non possono essere scelti al di fuori dei dati della lista.
Per valutare con approssimazione un valore non in lista si deve cliccare "Grafici" ottenendo una nuova schermata con i grafici a colori del {\displaystyle SL} per {\displaystyle 4} valori di velocità predefiniti, tra i quali poter valutare il valore di {\displaystyle SL} più vicino al dato di {\displaystyle V} fuori tabella.
I valori dei grafici sono estrapolati dal regolo "Sonar Performance Calculator" della Raytheon.
Oervazioni:
- I valori di {\displaystyle V\ e\ SL} sono orientativi e non richiedono pertanto calcoli di precisione.
- I livelli di rumore emessi dal CT son relativi ad unità operative negli anni 40-45.

### Attenuazione del suono in mare

#### Algoritmi classici
Con riferimento alla voce Trasmissione del suono in mare si riportano gli algoritmi di calcolo:
{\displaystyle TL=60+20\cdot \log _{10}{R}}  (attenuazione per divergenza sferica)
{\displaystyle TL=60+10\cdot \log _{10}{R}}  (attenuazione per divergenza sferico - cilindrica)
{\displaystyle \alpha =\left[{\frac {0.1\cdot f^{2}}{1+f^{2}}}\right]+\left[{\frac {40\cdot f^{2}}{4100+f^{2}}}\right]+\left[{\frac {2.75\cdot f^{2}}{10^{4}}}\right]}      (attenuazione per assorbimento)
dove:
{\displaystyle \alpha \ in\ dB/km}
{\displaystyle f\ in\ kHz}

#### Calcolo automatico
Calcolo dell'attenuazione del suono,  {\displaystyle (TL)} , per propagazione nelle seguenti condizioni:
- Frequenza operativa {\displaystyle fo=7\ kHz}
- Distanza dalla sorgente {\displaystyle Dist.=15\ km}
- Tipo di propagazione:   Sferica

Il valore di {\displaystyle fo=7\ kHz} si digita nell'apposita casella, 
così il valore della distanza {\displaystyle D=15\ km}
Per inserire il tipo di propagazione si deve cliccare sul cursore della finestra e selezionare "Sferica" 
Cliccando su "Calcolo" nelle finestre a destra compaiono sia il valore di {\displaystyle TL} dovuto alla divergenza: {\displaystyle TL=\ 83.5\ dB}, sia l'attenuazione dovuta all'assorbimento {\displaystyle TL=8.8\ dB}
L'attenuazione che dovrà essere considerata per le fasi di progettazione sarà la somma dei due valori {\displaystyle 83.5+8.8=92.3\ dB};  questi valori sono per unico percorso.
Ricordare che in questo tipo di computazioni le frazioni di decibel non vengono considerate ai fini progettuali. Cliccando successivamente su "grafici" si possono osservare le curve generali di attenuazione teoriche:
- {\displaystyle TL} per propagazione sferica ,in rosso
- {\displaystyle TL} per propagazione sferico/cilindrica, in blu
- {\displaystyle TL} per assorbimento,in nero

### Direttività trasduttore circolare

#### Algoritmi classici
Non sono disponibili voci su questo tema.

#### Calcolo automatico

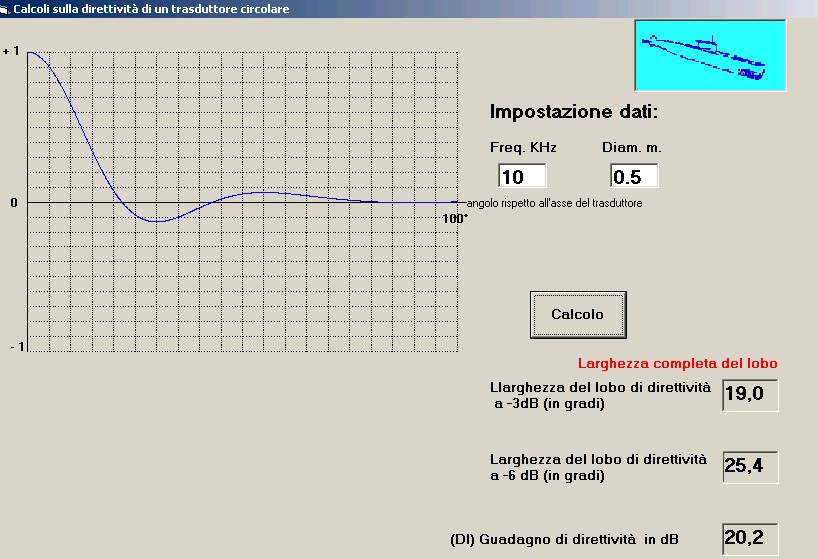

Direttività di un trasduttore circolare con le seguenti caratteristiche:
- Frequenza operativa {\displaystyle fo=10\ kHz}
- Diametro {\displaystyle d=0.5\ m}

Il valore di {\displaystyle fo=10\ kHz} si digita nell'apposita casella, così il valore del diametro {\displaystyle d=0.5\ m.}
Cliccando su "Calcolo" viene presentata,  in doppia scala lineare, la curva di direttività in funzione dell'angolo (in figura è tracciata soltanto una metà della curva) ; nelle finestre in basso a destra compaiono:
- Larghezza del lobo a {\displaystyle -3\ dB:\alpha =19}°
- Larghezza del lobo a {\displaystyle -6\ dB:\alpha =25.4}°
- Guadagno di direttività {\displaystyle DI=20.2\ dB}

### Direttività base acustica lineare

#### Algoritmi classici
Non sono disponibili voci su questo tema.

#### Calcolo automatico

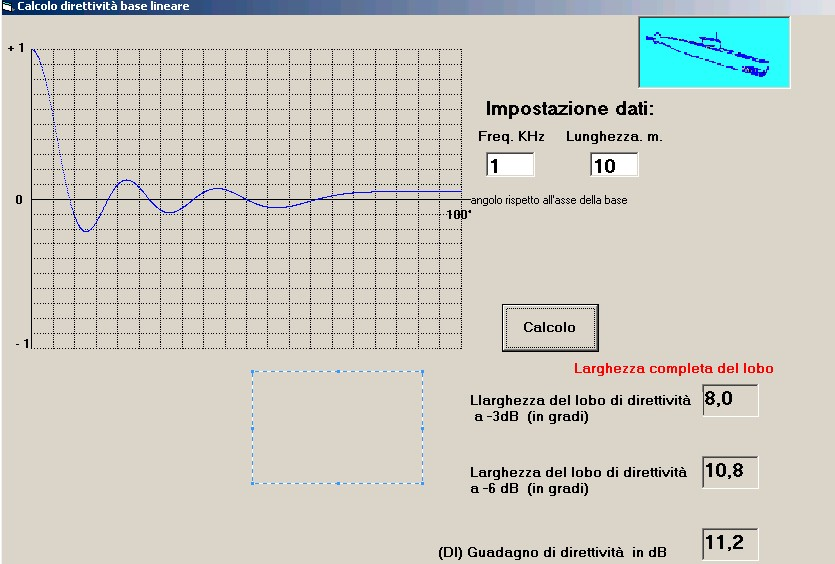

Calcolo della direttività di una base lineare con le seguenti caratteristiche:
- Frequenza operativa  {\displaystyle fo=1\ kHz}
- Lunghezza  {\displaystyle L=10\ m}

Il valore di  {\displaystyle fo=1\ kHz}  si digita nell'apposita casella, così il valore della lunghezza  {\displaystyle L=10\ m}
Cliccando su "Calcolo" viene presentata, in doppia scala lineare, la curva di direttività in funzione dell'angolo (in figura è tracciata soltanto una metà della curva.) ; nelle finestre in basso a destra compaiono:
- Larghezza del lobo a  {\displaystyle -3\ dB:\alpha =8}°
- Larghezza del lobo a  {\displaystyle -6\ dB:\alpha =10.8}°
- Guadagno di direttività   {\displaystyle DI=11.2\ dB}

### Misura della distanza del bersaglio

#### Algoritmi classici
Con riferimento alla voce Misura della distanza con il sonar si riportano gli algoritmi di calcolo
{\displaystyle R={\frac {2\cdot P}{\tan \beta }}}
dove:
{\displaystyle R=} distanza del bersaglio
{\displaystyle P=} quota del sottomarino
{\displaystyle \beta =} angolo di depressione
Se i due mezzi si trovano a quote diverse; uno alla quota {\displaystyle P} e l'altro alla quota {\displaystyle P-dq} il calcolo di {\displaystyle R} si esegue con la formula:
{\displaystyle R={\sqrt[{}]{[({\frac {2\cdot P-dq}{\tan \beta }})^{2}+dq^{2}]}}}

#### Calcolo automatico

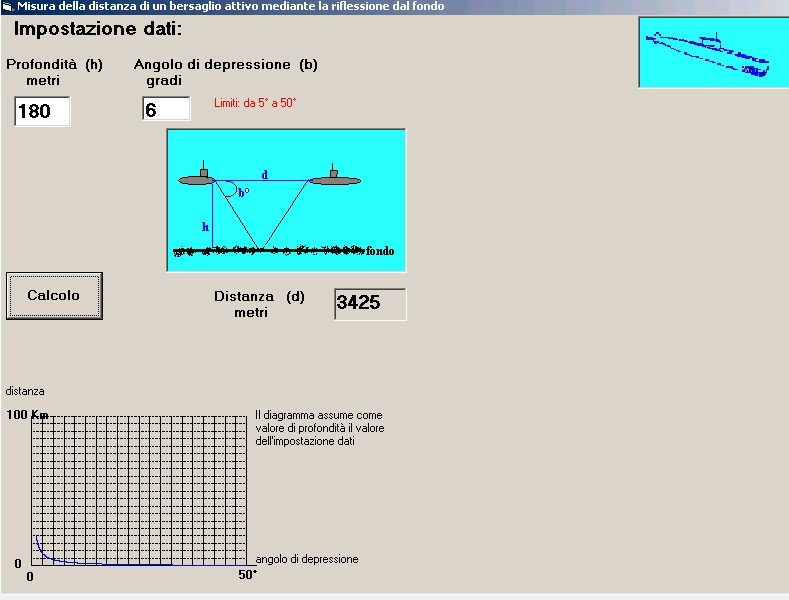

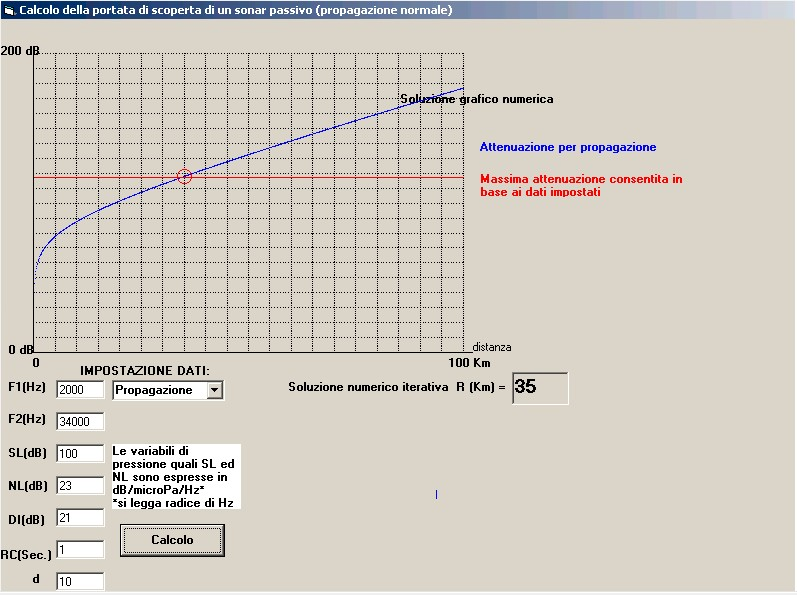

Calcolo della distanza di un bersaglio attivo nelle seguenti condizioni operative :
- Profondità del fondo {\displaystyle h=180\ m}
- Angolo di depressione misurato {\displaystyle \beta =6}°

Il valore di  {\displaystyle h=180\ m}  si digita nell'apposita casella, così il valore dell'angolo di depressione {\displaystyle \beta =6}°
Cliccando su "Calcolo" viene presentata,  in doppia scala lineare, la curva generale della variazione della distanza {\displaystyle d} in funzione dell'angolo di depressione per la profondità di {\displaystyle h=180\ m.} impostati; nella finestra in centro compare la distanza in metri relativa alla situazione ipotizzata:
{\displaystyle d=3425\ m.}

### Guadagno base idrofonica rettangolare

#### Algoritmi classici
Non sono disponibili voci su questo tema.

#### Calcolo automatico

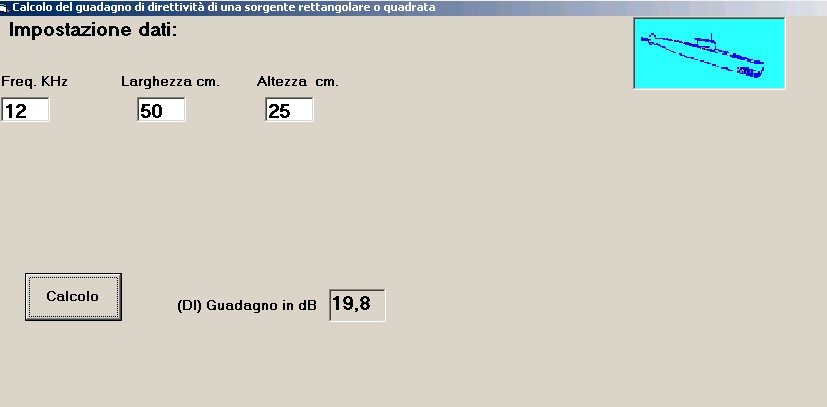

Calcolo del guadagno di una sorgente rettangolare (trasduttore) con le seguenti caratteristiche :
- Frequenza di lavoro {\displaystyle fo=12\ kHz}
- Dimensioni  {\displaystyle 50\ cm} x {\displaystyle 25\ cm}

Inserite le variabili cliccando su "Calcolo", nella finestra apposita, viene visualizzato il guadagno del trasduttore: 
{\displaystyle DI=19.8\ dB}

### Portata di scoperta del sonar passivo

#### Algoritmi classici
Con riferimento alla voce Portata sonar passivo si riporta l'algoritmo di calcolo:
{\displaystyle {\begin{cases}TL=60+20\cdot \log _{10}{R}+\alpha \cdot R\\TL=SL+DI-NL-DT+10\cdot \log _{10}{BW}\end{cases}}} 

#### Calcolo automatico
Calcolo della distanza di scoperta teorica di un sonar passivo, in condizioni di propagazione normale, le cui variabili acustiche sono di seguito indicate:
- Banda di ricezione {\displaystyle BW=2000\ Hz-34000\ Hz}
- Livello spettrale emesso dal bersaglio {\displaystyle SL=100\ dB/\mu Pa/{\sqrt {Hz}}/1m}
- Rumore spettrale del mare {\displaystyle NL=23\ dB/\mu Pa/{\sqrt {Hz}}}
- Guadagno della base ricevente {\displaystyle DI=21\ dB}
- Costante di tempo dell'integratore  {\displaystyle RC=1\ S.}[N 7]
- Parametro {\displaystyle d=10} dipende dalla probabilità di scoperta Priv. e dalla probabilità di falso allarme Pfa.
- Propagazione ipotizzata {\displaystyle Sferica}

Le variabili sopra indicate devono essere digitate nelle caselle di "IMPOSTAZIONE DATI".
Cliccando il pulsante  "Calcolo" si risolve il problema voluto che indica in {\displaystyle 35\ km}  la distanza di scoperta del bersaglio .

### Portata di scoperta di un sonar attivo

#### Algoritmi classici
Con riferimento alla voce Portata sonar attivo si riporta l'algoritmo di calcolo della portata per propagazione sferica per la componente attiva del sonar si ottiene dalla soluzione del sistema trascendente in {\displaystyle R} dove tutte le variabili
sono espresse in decibel (dB):
{\displaystyle {\begin{cases}TL=120+40\cdot \log _{10}{R}+2\cdot \alpha \cdot R\\TL=LI+TS-NL-DT+DI\end{cases}}} 

#### Calcolo automatico

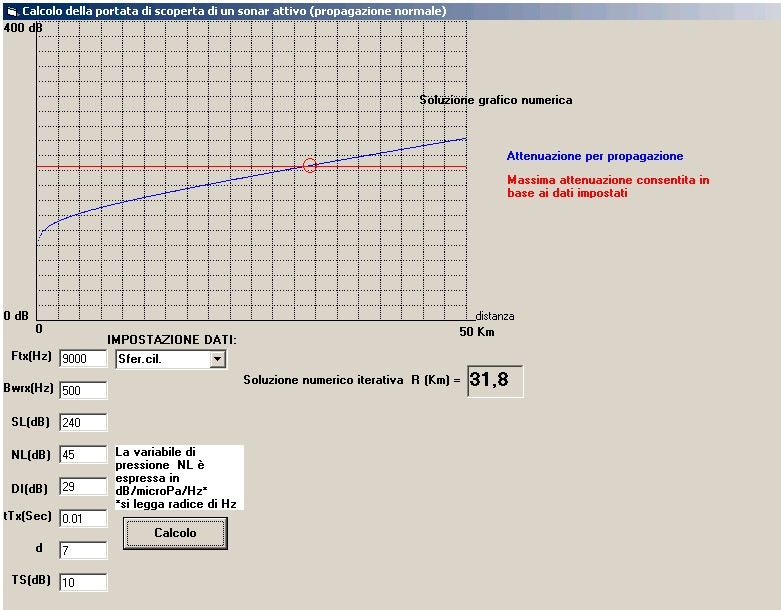

Calcolo della portata di scoperta teorica di un sonar attivo, in condizioni di propagazione normale, le cui variabili acustiche sono di seguito indicate:
- Frequenza di emissione {\displaystyle Ftx=9000\ Hz}
- Banda di ricezione {\displaystyle Bw=500\ Hz}
- Livello di emissione  {\displaystyle SL=240\ dB/\mu Pa}
- Rumore spettrale del mare  {\displaystyle NL=45\ dB/\mu Pa/{\sqrt {Hz}}}
- Guadagno della base ricevente {\displaystyle DI=29dB}
- Costante di tempo dell'integratore  {\displaystyle RC=0.01\ S.}[N 10]
- Parametro  {\displaystyle d=7} dipende dalla probabilità di scoperta Priv. e dalla probabilità di falso allarme Pfa.
- Forza del bersaglio {\displaystyle TS=10\ dB}
- Propagazione ipotizzata =  {\displaystyle Sferico/Cilindrica} [N 11]

Le variabili devono essere digitate nelle caselle di "IMPOSTAZIONE DATI"; cliccando il pulsante   "Calcolo" si risolve il problema voluto che indica in {\displaystyle 31.8\ } la distanza di scoperta del bersaglio ..